# Conopomorpha cyanospila
Conopomorpha cyanospila är en fjärilsart som beskrevs av Edward Meyrick 1886. Conopomorpha cyanospila ingår i släktet Conopomorpha och familjen styltmalar. Inga underarter finns listade i Catalogue of Life.